# Кинкаку-джи
Кинкаку-джи (на японски: 金閣寺) или още известен като Златния павилион, е дзен будистки храм, един от най-известните храмове в Япония. Разположен е в Киото, в подножието на хълма Кинугасаи и е част от храма Рокуон-джи.
Градинският комплекс е отличен образец на градински дизайн от периода Муромачи, смятан за класическа епоха на японския градински дизайн. Взаимовръзката между сгради и природна среда са силно подчертани през този период. Това е начин да се интегрира по артистичен начин структурата в пейзажа. Проектите за градина се характеризират с намаляване на мащаба, подчертаване на основния замисъл и открояване на природната среда. Минималистичният подход в градинския дизайн води до пресъздаването в малък мащаб на големи пейзажи около постройка.
Храмът е със статут на национален исторически обект с особено значение и Национален пейзаж от особено значение, и е едно от 17-те места, включени в комплекса „Древно Киото“, който е със статут на световно културно наследство. Кинкаку-джи е и една от най-известните сгради в Япония, привличащи голям брой посетители.

## История
На мястото на Кинкаку-джи първоначално е имало вила, наречена Китаяма-даи, собственост на силния държавник Сайонджи Кинтсуне. През 1397 г. вилата е от третия шогун Ашикага Йошимицу от епохата Муромачи (14-16 век) и е трансформирана в комплекса Кинкаку-джи. Там той прекарва остатъка от живота си далеч от светските дела. Желанието му вилата да бъде превърната в будистки храм се осъществява от сина му. 
По време на войната Онин всички сгради в комплекса освен павилиона са били изгорени. На 2 юли 1950 г., в 2:30 часа сутринта, павилионът е опожарен от 22-годишния монах Хаяши Йокен, който след това се опитва да се самоубие на хълма Даймон-джи зад сградата. Опитът е неуспешен и той е арестуван. Монахът бил осъден на седем години затвор, но е освободен поради психични заболявания (параноя и шизофрения) на 29 септември 1955 г. и умира от туберкулоза през 1956 г. По време на пожара оригиналната статуя на Ашикага Йошимицу е унищожена (сега е възстановена). На подобна случка посвещава романа си „Златният храм“ писателят Юкио Мишима.
Настоящата структура на павилиона датира от 1955 г., когато е възстановен. Павилионът е на три етажа, приблизително 12,5 м висок. Реконострукцията се счита за копие близко до оригинала, въпреки някои съмнения, че толкова богата украса с дълги златни листа е била използвана в оригиналната структура. През 1984 г. се забелязва, че покритието от японски лак се руши и е сложено ново златно покритие, което е много по-дебело (0.5 µm вместо 0,1 µm) (работата е завършена през 1987 г.) В допълнение интериорът на сградата, включително картините и статуята на Йошимицу, също са реставрирани. Покривът е възстановен през 2003 г.
Името Кинкаку произлиза от златните листа, с които павилионът е покрит. Златото е важно допълнение към павилиона поради вторичното си значение като средство за облекчаване и пречистване на замърсяване от всякакво естество, както и на отрицателни мисли и чувства към смъртта. Освен символичното значение на златото, периодът Муромачи разчита много на визуална прекомерност и изобилие на усещанита. В случая акцентът е поставен върху златното покритие, което отразява слънчевата светлина и създава отблясъци във водата на езерото.

## Архитектурен план
Златният павилион е триетажна сграда на територията на храмовия комплекс Рокуон-джи. Горните два етажа на павилиона са покрити с листа от чисто злато. Павилионът действа като шариден и приютява реликви, свързани с Буда (Прахта на Буда). Сградата е важен модел за Гинкаку-джи (Храмът на сребърния павилион) и Шококу-джи, които също се намират в Киото. При проектирането на тези сгради Ашикага Йошимаса заема стиловете, използвани в Кинкаку-джи и дори имената на втория и третия етаж.
Павилионът успешно обединява три различни стилове в архитектурата – шинден, самурай и дзен. Всеки етаж на Кинкаку използва различен архитектурен стил. На първия етаж, наречен Залата на водата Дарма, стилът е шинден-зукури, напомнящ на резидентския стил на имперската аристокрация Хеян от 11 век. Стилът напомня на двореца Шинден. Етажът е проектиран като отворено пространство с прилежащи тераси и използва естествено, небоядисано дърво и бяла мазилка. Това спомага за изпъкването на околния пейзаж. Гледката се влияе и от стените и прозорците на павилиона. Повечето от стените са направени с капаци, които могат да бъдат манипулирани от един човек, за да се даде възможност на определено количество светлина и въздух да навлязат в павилиона. Също така гледката се изменя в зависимост от това колко е отворен капака.
Вторият етаж, наречен Кулата на звуковите вълни, е построен в стила на воините аристократи буке-зукури. Чрез плъзгащите се дървени врати и решетъчните прозорци се пресъздава усещането за променливост и мимолетност. На втория етаж също така се помещават Залата на Буда и олтар, посветен на богинята на милосърдието Канон.
Третият етаж е построен в традиционния китайски стил чан (яп. дзен.), известен също като дзеншу-бутсуден-зукури, и е наречен Куполът на върховенството. Типологията дзен представя становище за павилиона, по-религиозно от характерното за периода Муромачи. Покривът е с формата на пирамида, покрит е със слама и тънки дървени летви. На върха е украсен с бронзов орнамент, изобразяващ феникс. Погледнато отстрани се откроява количеството позлата, използвано на горните етажи на павилиона, с което се загатва за това, което се помещава във вътрешността – светилища. Така обвивката е отражение на съдържанието. Комбинацията от природните елементи, идеята за смъртта и религията създава връзка между павилиона и околната среда.
Златният павилион е разположен в прекрасна японска градина за разходки (kaiyū-shiki-teien – букв. градински пейзаж в стил въртележка). Мястото реализира идеята за заеманата природа, която обединява външността и вътрешността, разширява възможните гледки от павилиона и го свързва с околния свят. Павилионът се простира над езеро, наречено Киоко-чи (Огледалното езеро), което отразява сградата. В езерото се намират и 10 по-малки островчета. Типологията дзен е изюстрирана и от каменните композиции, мостовете и аранжировката на растенията, която изобразя известни места в китайската и японската литература. Местата за наблюдение и фокусните точки са създадени, за да се виждат градините около павилиона. Една малка риболовна палуба (тсури-доно) е прикрепена към задната част на сградата на павилиона, което позволява да акостират малки лодки. Кинкаку-джи е разположен според преписанията в „Западния рай на Буда Амида“, които целят да се илюстрира хармонията между небето и земята. Най-голямото островче в езерото е алегория за японските острови. Четирите камъни, формиращи права линия в езерото в близост до павилиона, представляват платноходки, закотвени през нощта, пътуващи за Острова на вечния живот от китайската митология. 
- Златният павилион през зимата
- Изглед от парка
- Павилионът през зимата
- Изглед от парка
- Златният павилион отблизо
- Златният павилион, 1905 г.
- Туристически постер от 1930 г.
- Павилионът през зимата
- Интериор
- Долното езеро